# 베스튀르이사피아르다르시슬라
베스튀르이사피아르다르시슬라(아이슬란드어: Vestur-Ísafjarðarsýsla)는 아이슬란드의 주이다. 이 주는 서피요르 지역에 있다.